# Новинская волость (Богородский уезд)
Новинская волость — волость в составе Богородского уезда Московской губернии. Существовала до 1924 года. Центром волости сначала была деревня Новая, а в 1924 году — село Крупино.
В состав волости вошли селения Аверкиево, Алферово, Андреево, Барзуново, Данилово, Дергаево, Крупино, Левкино, Лескино, Митино, Новая, Перхурово, Пестово, Сумино, Часовня и Шибаново.
По данным 1919 года в Новинской волости было 16 сельсоветов: Аверикевский, Алферовский, Андреевский, Бразуновский, Даниловский, Дергаевский, Загарский, Крупинский, Левкинский, Митинский, Новский, Перхуровский, Пестовский, Суминский, Часовенский, Шебановский.
В 1923 году Часовенский с/с был присоединён к Бразуновскому, Загарский — к Новскому, Пестовский — к Перхуровскому, Суминский — к Андреевскому.
21 апреля 1924 года Новинская волость была упразднена, а её территория вошла в состав Павлово-Посадской волости.